# Haunzenbergersöll
Haunzenbergersöll is een plaats in de Duitse gemeente Bodenkirchen, deelstaat Beieren, en telt 200 inwoners (2008).